# Græsk-italienske krig
Den Græsk-italienske krig var en konflikt mellem kongeriget Italien og kongeriget Grækenland, som varede fra 28. oktober 1940 til 23. april 1941. Den udgjorde begyndelsen af Balkanfelttoget i 2. Verdenskrig. Fra 6. april 1941 intervenerede Nazityskland på Italiens side, og konflikten går herefter under betegnelsen slaget om Grækenland

## Regional politik
I midten af 1940 var Mussolini i stigende grad blevet jaloux over Hitlers erobringer og ønskede at bevise overfor sin Aksepartner, at han kunne lede Italien til tilsvarende militære succeser. Italien havde besat Albanien i foråret 1939 og adskillige britiske støttepunkter i Afrika (Italiens erobring af Britisk Somaliland i sommeren 1940), men kunne ikke prale af sejre i samme størrelse som Nazityskland. Samtidig ville Mussolini understrege Italiens interesser på Balkan, som var truet af Tyskland. Han var pikeret af at Rumænien, et Balkanland i det der skulle være den italienske indflydelseszone, havde accepteret tysk beskyttelse af dets oliefelter ved Ploieşti midt i oktober foruden sikre baser hvorfra britiske interesser i det østlige Middelhav kunne angribes.
Efter at den græske diktator Ioannis Metaxas den 28. oktober 1940 havde afvist et italiensk ultimatum, som krævede besættelse af græsk territorium, invaderede italienske styrker Grækenland. Den græske hær svarede igen med et modangreb og tvang italienerne på tilbagetog, og i midten af december havde grækerne besat næsten en fjerdedel af Albanien og holdt 530.000 italienske tropper bundet. I marts 1941 slog en italiensk modoffensiv fejl efter mindre gevinster ved Himare. I de første dage af april, mens det tyske angreb på Grækenland begyndte, genoptog den italienske hær sine angreb. Fra 12. april begyndte den græske hær at trække sig tilbage fra Albanien for ikke at blive afskåret ved den hurtige tyske fremrykning. Den 20. april kapitulerede den græske Epirosarmé til tyskerne, og den 23. april blev våbenstilstanden udvidet til også at omfatte italienerne, hvilket i praksis afsluttede den græsk-italienske krig.
Den græske sejr over den indledende italienske offensiv i oktober 1940 var den første allierede sejr på landjorden i 2. Verdenskrig og hjalp med til at hæve moralen i det besatte Europa. Nogle historikere hævder, at det kan have haft indflydelse på hele krigens forløb ved at have tvunget Tyskland til at udskyde invasionen af Sovjetunionen for at hjælpe Italien mod Grækenland. Dette førte til et forsinket angreb og udsatte de tyske styrker for betingelserne i den hårde russiske vinter, hvilket førte til deres nederlag i Slaget om Moskva.

## Baggrund

### Græsk-italienske forbindelser i starten af det 20. århundrede
Lige siden Italiens samling havde landet drømt om at opnå stormagtsstatus og eneherredømme i Middelhavet. Senere under den italienske fascisme blev etableringen at et nyt Romersk imperium, som omfattede Grækenland, ofte proklameret af Mussolini.
Allerede i 1910'erne stødte italienske og græske interesser sammen over Albanien og Dodekaneserne. Albanien, Grækenlands naboland mod nordvest, var fra sin grundlæggelse i praksis et italiensk protektorat. Både Albanien og Grækenland krævede kontrol over det nordlige Epiros, som var beboet af en stor græsk befolkningsgruppe. Yderligere havde Italien besat de overvejende græsk-befolkede dodekanesiske øer i den sydøstlige del af det Ægæiske hav siden den italiensk-tyrkiske hær i 1912, og selv om Italien lovede at give dem tilbage i Venizelos-Tittoni overenskomsten i 1919 trak Italien senere sit tilsagn tilbage. Der fandt sammenstød sted mellem de to landes tropper under besættelsen af Anatolien, og Italien hjalp tyrkiske nationalister i deres krig mod Grækenland. I kølvandet herpå brugte Mussolinis nye fascistiske regering mordet på en italiensk general ved den græsk-albanske grænse til at bombardere og besætte Korfu, den største af de ioniske øer. Disse øer havde været under venetiansk styre indtil slutningen af det 18. århundrede og et mål for italiensk ekspansionisme. Der fulgte en periode med normalisering, især mens Eleftherios Venizelos var premierminister i Grækenland (1928-1932) og underskrivelsen af en venskabsaftale mellem de to lande den 23. september 1928.
På græsk side gjorde Venizelos store anstrengelser for at normalisere Grækenlands forhold til sine naboer. Efter den græsk-tyrkiske venskabstraktat i 1930 og Balkanpagten i 1934 var truslen fjernet fra Grækenlands traditionelle fjende Tyrkiet. Albanien var for svag til at være en trussel og Jugoslavien, som godt nok af og til pressede på for at få en "frizone" i Thessaloniki, vedligeholdt et godt forhold til Grækenland. Desuden følte begge lande sig truet af bulgarsk revisionisme. Bulgarske tanker om at genvinde det vestlige Thrakien var den alvorligste udenrigspolitiske trussel, som Grækenland stod overfor i 1930'erne. Da Metaxas kom til magten i 1936, blev der lagt planer for en reorganisering af landets væbnede styrker og om en befæstet linje langs den græsk-bulgarske grænse. Linjen blev bygget og opkaldt efter lederen: "Metaxas Linjen". I de følgende år blev der investeret meget i at modernisere hæren. Den gennemgik en teknologisk opgradering og fik stort nyt udstyr og blev i det hele taget dramatisk forbedret i forhold til sin tidligere så beskæmmende tilstand. Den græske regering købte nye våben til de tre arméer, men på grund af de voksende trusler om krig i Europa blev de vigtigste køb i udlandet, som blev foretaget i 1938 og 1939 aldrig, eller kun delvis leveret. Det blev lavet en stor beredskabsplan og store mængder fødevarer og hjælpemidler blev oplagret af hæren rundt om i Grækenland til brug i tilfælde af krig.

### Diplomatisk og militær udvikling 1939-1940
Den 7. april 1939 besatte Italien Albanien og fik hermed en direkte landgrænse til Grækenland. Denne handling forte til en britisk og fransk garanti af Grækenlands territoriale integritet, men for grækerne betød denne udvikling at alle tidligere planer blev skrottet, og man gik i al hast i gang med at forberede sig på et muligt italiensk angreb. Da krigen brød ud i Centraleuropa forsøgte Metaxas at holde Grækenland ude af konflikten, men som den skred frem følte han sig i stigende grad knyttet til Storbritannien, støttet af den anglofile kong Georg 2. af Grækenland, som udgjorde den vigtigste støtte for regimet. Dette var ironisk, for Metaxas havde altid været tyskvenlig, og havde bygget stærke økonomiske bånd til Hitlers Tyskland.
På samme tid begyndte italienerne og især guvernøren over Albanien, Francesco Jacomoni, at rejse spørgsmålet om den albanske minoritet i Cham i det græske Epiros som en måde at vinde albansk støtte på. Selv om det viste sig, at den albanske støtte til en "befrielse af Chameria" var afdæmpet sendte Jacomoni gentagne overoptimistiske rapporter til Rom om albansk støtte. I juni 1940 fandt man det hovedløse lig af Cham lederen Daut Hoxha i nærheden af landsbyenVrina. Hoxha havde været den militære leder i Cham og var stemplet som en bandit af den græske regering. Jacomoni beskyldte hemmelige græske agenter for mordet, og da sandsynligheden for et italiensk angreb blev større begyndte han at bevæbne irregulære albanske bander til brug mod Grækenland.
Kort efter Frankrigs fald rettede Mussolini sit fokus mod Grækenland. Ifølge notatet for 3. juli 1940 i hans svigersøn og udenrigsminister grev Galeazzo Cianos dagbog:
...Britiske skibe, måske endda fly får ly og bliver genoptanket i Grækenland. Mussolini er rasende. Han har besluttet at handle.
Den 11. august var beslutningen om krig taget:
Mussolini forsætter med at tale om et lynangreb ind i Grækenland i slutningen af september. I mellemtiden blev den oprindelige italienske plan om at angribe Jugoslavien lagt på hylden på grund af tysk modstand og mangel på transportmidler.
Den 12. oktober 1940 besatte tyskerne de rumænske oliefelter. Denne aktion, som han ikke var informeret om på forhånd, gjorde Mussolini rasende, da han anså det for en tysk indtrængen i Sydøsteuropa, som Italien hævdede var sin indflydelsessfære.. Tre dage senere indkaldte han til et møde i Rom for at diskutere invasionen af Grækenland. Kun generalstabschefen marskal Pietro Badoglio, gjorde indvendinger og pegede behovet for at samle mindst 20 divisioner inden en invasion, men den lokale hærchef i Albanien, generalløjtnant Sebastiano Visconti Prasca, hævdede, at der kun var brug for yderligere tre divisioner, og det først efter at den første fase af offensiven (erobringen af Epiros) var gennemført. Mussolini blev forsikret af sin stab om at krigen mod Grækenland ville være overstået på to uger og udenrigsminister Galeazzo Ciano (som sagde at han kunne regne med støtte fra adskillige græske personligheder, der ville være lette at købe) fik til opgave at finde en casus belli. Den følgende uge blev kong Boris 3. af Bulgarien inviteret med til at tage del i det kommende felttog mod Grækenland, men afslog Mussolinis invitation.
Et propagandakrig mod Grækenland blev startet i Italien og gentagne provokationer gennemført, såsom overflyvning af græsk område og flyangreb mod græske krigsskibe, og de kulminerede med at en italiensk ubåd torpederede og sænkede den lette græske krydser Elli i Tinos havn den 15. august 1940 (en national religiøs helligdag). Trods de klare beviser på at Italien var ansvarlig bekendtgjorde den græske regering af angrebet var udført af en ubåd af ukendt nationalitet. Selv om facaden af neutralitet således blev opretholdt, var folket godt klar over hvem de skyldige var (og beskyldte Mussolini og hans udenrigsminister Count Ciano for at stå bag).

## Italiensk ultimatum og græsk reaktion
Om aftenen den 28. oktober 1940 afleverede Italiens ambassadør i Athen, Emmanuele Grazzi, et ultimatum fra Mussolini til Metaxas. Heri krævede Il Duce fri adgang for hans tropper til at besætte uspecificerede "strategiske punkter" på græsk område. Grækenland havde været venligt stemt overfor det nationalsocialistiske Tyskland, og især haft gavn af gensidige handelsrelationer, men nu ville Tysklands allierede Italien invadere Grækenland. Metaxas afviste ultimatummet på fransk med ordene: "Alors, c'est la guerre" ("Javel, det betyder krig."). Herved genspejlede han det græske folks vilje til at yde modstand, en vilje som i befolkningen kom til udtryk i betegnelsen "Ohi-dagen", hvor Ohi betyder nej. I løbet af få timer begyndte Italien at angribe Grækenland fra Albanien. Krigsudbruddet blev først bekendtgjort af radioen i Athen tidligt om morgenen den 28. oktober med den berømte to-sætningers meddelelse fra generalstaben: "Siden kl. 6.30 denne morgen, angriber fjenden vore forposter ved den græsk-albanske grænse. Vore styrker forsvarer fædrelandet.".
Kort efter talte Metaxas til det græske folk med ordene: "Tiden er kommet hvor Grækenland skal kæmpe for sin uafhængighed. Nu må vi vise os værdige overfor vore forfædre og den frihed de gav os. Grækere kæmp nu for jeres fædreland, for jeres koner, for jeres børn og hellige traditioner. Nu, frem for alt, kæmp!", den sidste sætning var et ordret citat fra Aischylos drama Perserne. Som svar på denne tale gik den græske befolkning efter sigende spontant på gaderne og sang patriotiske græske sang og råbte anti-italienske slogans, og mænd og kvinder i hundredtusindtal over hele Grækenland begav sig til hærens rekrutteringskontorer for at lade sig indrullere. Hele nationen stod samlet overfor aggressionen. Selv den fængslede leder af Grækenlands forbudte kommunistparti, Nikolaos Zachariadis, udsendte et åbent brev, hvor han talte for modstand, trods den stadig eksisterende Molotov-Ribbentrop-pagt, og gik dermed imod Komintern linjen (i to senere breve beskyldte han Metaxas for at føre en "imperialistisk" krig og opfordrede græske soldater til at desertere og vælte regimet).

## Slagplaner og slagorden
Fronten var ca. 150 km bred og bestod af særdeles bjergrigt terræn med meget få veje. Pindosbjergkæden delte i praksis området i to adskilte operationsområder: Epiros og det vestlige Makedonien.
Ordren til at invadere Grækenland gav Mussolini til Pietro Badoglio og Mario Roatta den 15. oktober med forventning om at angrebet ville begynde i løbet af 12 dage. Badoglio og Roatta var forfærdede i betragtning af, at de efter ordre fra Mussolini havde hjemsendt 600.000 mand tre uger tidligere, for at skaffe arbejdskraft til høsten. I betragtning af, at det forventedes at en sejr ville kræve mindst 20 divisioner, at der i øjeblikket kun var 8 divisioner i Albanien og i betragtning af de albanske havne og vejes utilstrækkelighed ville det kræve mindst tre måneder at gennemføre de nødvendige forberedelser. Alligevel blev D-dag fastsat til den 26. oktober ved morgengry.
Den italienske slagplan, med kodenavnet Emergenza G, opererede med at landet skulle besættes i tre faser. Den første fase omfattede besættelsen af Epiros og de Ioniske øer, efterfulgt, efter ankomst af forstærkninger, af et fremstød ind i det vestlige Makedonien mod Thessaloniki, med henblik på at erobre det nordlige Grækenland. Efterfølgende skulle resten af landet besættes. Støtteangreb skulle gennemføres mod de ioniske øer samtidig med at der blev håbet på at Bulgarien ville intervenere og fiksere græske styrker i det østlige Makedonien.
Den italienske overkommando havde tildelt et korps til hvert operationsområde bestående af de tilstedeværende italienske besættelsesstyrker i Albanien. Det stærkeste var 25. "Ciamuria" korps i Epiros (som bestod af 23. infanteridivision "Ferrara" og 51. infanteridivision "Siena" samt 131. pansrede division "Centauro", i alt ca. 30.000 mand og 163 kampvogne) som efter planen skulle trænge i retning af Ioannina, dækket på højre flanke af en lille styrke i brigadestørrelse – "Littoral gruppen" på ca. 5.000 mand lang kysten og på venstre flanke den alpine elitedivision "Julia", som skulle trænge gennem Pindos-bjergene. 26 "Corizza" korps i den makedonske sektor (bestående af 29. infanteridivision "Piemonte", 49. infanteridivision "Parma" og med 19. infanteridivision "Venezia" på vej fra den nordlige del af landet, i alt ca. 31, 000 mand) skulle oprindelig indtage en defensiv holdning. I alt udgjorde styrken, der stod overfor grækerne ca. 85.000 mand under kommando af Sebastiano Visconti Prasca.
Efter den italienske besættelse af Albanien havde den græske generalstab forberedt "IB" (Italien-Bulgarien) planen, som forudså en kombineret offensiv fra Italien og Bulgarien. Planen gik grundlæggende ud på at indtage en defensiv holdning i Epiros, med en gradvis tilbagetrækning til en linje ved Arachthosfloden-Metsovon-Aliakmon-Vermion bjergene, mens man fastholdt muligheden for en begrænset offensiv i det vestlige Makedonien. Der var to varianter af planen for forsvar af Epiros, "IBa", som handlede om et fremskudt forsvar ved grænsen og "IBb", som handlede om forsvar var en mellemliggende stilling. Det var overladt til den lokale hærchef, generalmajor Charalambos Katsimitros, at vælge hvilken plan, der skulle anvendes. En betydningsfuld faktor til fordel for grækerne var at de havde fået efterretning om en omtrentlig dato for angrebet og netop havde afsluttet en delvis mobilisering i områderne der stod overfor et italiensk angreb.
De græske hovedstyrker i det umiddelbare område ved krigens udbrud bestod af: I Epiros lå 8. infanteridivision, fuldt mobiliseret og klar til et fremskudt forsvar ved sin kommandant, generalmajor Katsimitros. I det vestlige Makedonien lå en styrke i korpsstørrelse kaldet Tmēma Stratias Dytikēs Makedonias (TSDM) under generalløjtnant Ioannis Pitsikas, som bestod af "Pindos styrken" (Apospasma Pindou) i regimentsstørrelse under oberst Davakis, 9. infanteridivision og 4. infanteribrigade. De græske styrker var på omkring 35.000 mand, men kunne hurtigt forstærkes med omkringliggende enheder fra det sydlige Grækenland og Makedonien.
Grækerne havde en lille fordel i, at deres divisioner havde 30% mere infanteri (tre regimenter i modsætning til italienernes to) og lidt mere middelsvært artilleri og maskingeværer end de italienske, men de havde ingen kampvogne, og italienerne kunne regne med fuldstændigt herredømme i luften overfor det lille kongelige hellenske luftvåben. Hertil kom, at hovedparten af det græske udstyr stadig var fra 1. verdenskrig, eller stammede fra lande såsom Belgien, Østrig og Frankrig, som nu var besat af Aksemagterne, hvilket betød, at det var svært at få reservedele og passende ammunition. Mange af de højtstående græske officerer var imidlertid veteraner fra næsten 10 års fortsatte krige (fra Balkankrigene i 1912-1913 via 1. Verdenskrig til den Græsk-tyrkiske krig (1919-1922) og trods de begrænsede midler havde den græske hær forberedt sig på den kommende krig i slutningen af 1930'erne. Hertil kom at den græske moral, i modsætning til de italienske forventninger, var høj, og mange var ivrige efter at hævne sænkningen af den græske krydser Tinos.

## Faser i felttoget

### Indledende italienske offensiv (28. oktober 1940 – 13. november 1940)
Den græsk-italienske krig startede med at italienske styrker indledte en invasion af Grækenland fra albansk område. Invasionsstyrken omfattede adskillige hundrede indfødte albanere og Cham'er i sortskjortebataljoner tilknyttet den italienske hær. Deres indsats var imidlertid ringe, da de fleste albanere var dårligt motiverede og enten deserterede eller løb over til fjenden. De italienske hærchefer, og Mussolini, brugte senere albanerne som syndebukke for det italienske nederlag.
Disse to albanske bataljoner, nemlig bataljonerne Tomorri og Gramshi, blev opstillet i den italienske hær blot tre måneder inden invasionen, og under den græsk-italienske krig løb hovedparten af den over til den græske hær. Lederen af de to bataljoner, Spiro Moisiu, blev øverstkommanderende for den albanske anti-fascistiske armé og endte med at blive leder af den albanske hær efter krigen.
Italienerne angreb om morgenen den 28. oktober og trængte de græske forposter tilbage. "Ciamuria" korpset med "Ferrara" og "Centauro" divisionerne i spidsen angreb i retning af Kalpaki (Elaia), mens Littoral gruppen rykkede frem på højre fløj langs kysten og sikrede sig et brohoved over Kalamas-floden. Italienerne stod overfor vanskeligheder på grund af terrænets beskaffenhed med deres lette L3/35 tanketter og middeltunge Fiat M13/40 kampvogne, som ikke kunne klare det bakkede terræn og de mudrede stier, der fungerede som veje.
Den 31. oktober bekendtgjorde den italienske overkommando, at "Vore enheder fortsætter med at rykke ind i Epiros og har nået floden Kalamas på flere steder. Dårligt vejr og modstand fra de retirerende fjendtlige styrker forsinker ikke vore troppers fremmarch". Men i virkeligheden blev den italienske offensiv gennemført uden overbevisning og uden et overraskelsesmoment (end ikke ved luftangreb, som gik i vasken på grund af dårligt vejr), under en ledelse, som var usikker og delt af indbyrdes rivalitet, og allerede var ved at blive udmattet.
Dårligt vejr til søs gjorde det umuligt at gennemføre en forventet landgang på Korfu. Den 1. november havde italienerne erobret Konitsa og var nået frem til den græske hovedforsvarslinje. Samme dag fik det albanske krigsområde tildelt højere prioritet end Afrika af den italienske overkommando. Mens trods gentagne angreb lykkedes det ikke for italienerne at gennembryde de græske stillinger, og angrebene blev indstillet den 9. november.
En større trussel mod de græske stillinger udgjordes af fremrykningen af den 10.800 mand stærke 3. alpine division "Julia" over Pindosbjergene mod Metsovon, hvilket truede med at afskære de græske styrker i Epiros fra dem i Makedonien. "Julia" opnåede succes i starten og brød gennem den centrale del af oberst Davakis' styrke. Den græske generalstab beordrede straks forstærkninger til området, som hørte under 2. græske korps. En første græsk modoffensiv blev indledt den 31. oktober og fik ikke større succes. Efter at have tilbagelagt 40 km gennem bjergene i isnende lykkedes det 2. november for "Julia" divisionen at erobre Vovousa, 30 km nord for Metsovon, men det stod klart at divisionen havde manglede mandskab og forsyninger til at fortsætte overfor de ankommende græske reserver.
Græske modangreb førte til generobring af adskillige landsbyer, inklusiv Vovousa den 4. november, så "Julia" divisionen blev praktisk taget omringet. Prasca forsøgte at forstærke den med den nyligt ankomne 47. infanteridivision "Bari" (som oprindelig var bestemt for invasionen af Korfu), men den ankom for sent til at ændre udfaldet. I det næste dage kæmpede den alpine division tappert i skrækkeligt vejr og under konstante angreb fra den græske kavaleridivision under ledelse af generalmajor Georgios Stanotas. Den 8. november var chefen for "Julia", general Mario Girotti, tvunget til at give sine styrker ordre til at trække sig tilbage via Smolikas bjerget mod Konitsa. Dette kæmpende tilbagetog varede i adskillige dage indtil grænseområdet den 13. november var ryddet for italienske tropper, hvilket betød afslutningen på "slaget om Pindos" med en fuldstændig græsk sejr.
Da italienerne ikke foretog sig noget i det vestlige Makedonien flyttede den græske overkommando 3. korps (10. og 11. infanteridivision og kavaleribrigaden under generalløjtnant Georgios Tsolakoglou) ind i området den 31. oktober og beordrede det til at angribe ind i Albanien sammen med TSDM. Af logistiske årsager blev angrebet flere gange udskudt indtil den 14. november.
Den uventede græske modstand overraskede den italienske overkommando, som ventede en militær "udflugt". Adskillige divisioner blev skyndsomt sendt til Albanien og planerne om støtteangreb på græske øer blev endegyldigt opgivet. Rasende over mangelen på fremgang ændrede Mussolini på hærledelsen i Albanien og udskiftede Prasca med general Ubaldo Soddu, hans tidligere vicekrigsminister, den 9. november. Straks efter sin ankomst beordrede Soddu sine styrker i defensiven. Det stod klart at den italienske invasion var slået fejl.

### Græsk modoffensiv og dødvande (14. november 1940 – 8. marts 1941)
Græske reservister begyndte at nå frem til fronten i begyndelsen af november, samtidig med at Bulgariens passivitet tillod den græske overkommando at overføre hovedparten af dens divisioner fra den græsk-bulgarske grænse og indsætte dem på den albanske front. Det gjorde det muligt for den græske øverstkommanderende, generalløjtnant Papagos at opnå talmæssig overlegenhed i midten af november, inden han iværksatte sin modoffensiv. Walker citerer, at grækerne havde en klar overvægt på 250.000 mand mod 150.000 italienere da det græske modangreb blev sat ind, og kun de 6 alpine italienske divisioner var trænet og udstyret til krig i bjergene. Bauer anfører, at den 12. november havde general Papagos over 100 infanteribataljoner ved fronten, som kæmpede i terræn de kendte, sammenlignet med under 50 italienske bataljoner.
TSDM og 3. Korps, som til stadighed var blevet forstærket med enheder fra hele det nordlige Grækenland indledte deres angreb den 14. november, i retning af Korytsa. Efter intense kampe ved den befæstede grænselinje brød grækerne igennem den 17. og indtog Korytsa den 22., men på grund af manglende beslutsomhed i den græske overkommando fik italienerne mulighed for at trække sig tilbage og omgruppere og undgik dermed et fuldstændigt sammenbrud.
Angrebet fra det vestlige Makedonien var kombineret med en generel offensiv langs hele fronten. 1. og 2. korps rykkede frem i Epiros og efter hårde kampe erobrede de Agioi Saranda, Pogradec og Argyrokastron i starten af december og Himara på juleaftensdag, og havde dermed besat praktisk taget hele det sydlige Albanien (kaldet "nordlige Epiros" af grækerne). En sidste græsk succes bestod i at erobre det strategisk vigtige og kraftigt befæstede Klisura pas den 10. januar ved 2. Korps. Men det lykkedes ikke for grækerne at bryde igennem til Berat, og deres offensiv mod Valona slog fejl. Under kampen om Valona led italienerne alvorlige tab i deres 7. infanteridivision Lupi di Toscana, 3. alpine division Julia, 24. infanteridivision Pinerolo og 5. Alpine Division Pusteria men i slutningen af januar blev den græske fremrykning endelig stoppet på grund af en kombination af at Italien endelig havde opnået en numerisk overlegenhed og at grækerne stod i en vanskelig logistisk situation.
I mellemtiden var general Soddu midt i december blevet udskiftet med general Ugo Cavallero. Den 4. arts sendte briterne deres første konvoj med tropper og forsyninger til Grækenland under kommando af generalløjtnant Sir Henry Maitland Wilson. Styrkerne bestod af fire divisioner med 57.000 tropper mand, hvoraf to af divisionerne var pansrede.
Det følgende citat opsummerer på passende vis begivenhederne både i form af et fremragende græsk forsvar af deres fædreland, og den dårligt forberedte italienske fiasko:
| Citat | Ingen kan nægte at sejrens laurbær tilfaldt den græske soldat; men under forhold som disse kan man kun sige, at den italienske soldat havde fortjent en martyrkrone mindst tusind gange. | Citat |
|       | |       |

### Italienske forårsoffensiv og det tyske angreb (9. marts 1941 – 23. april 1941)
Dødvandet fortsatte, trods lokale kampe, da begge sider ikke havde den fornødne styrke til at iværksætte et stort angreb. Trods deres gevinster var grækerne i en prekær situation, da de omtrent havde tømt deres nordlige grænse for mænd og våben for at understøtte den albanske front, og de var for svage til at kunne modstå et eventuelt tysk angreb via Bulgarien.
Italienerne derimod ville opnå en succes på den albanske front inden den forestående tyske intervention og samlede styrker for at iværksætte en ny offensiv med kodenavnet "Primavera" (forår). De opstillede 17 divisioner over grækernes 13, og under Mussolinis personlige overvågning iværksatte de et beslutsomt angreb mod Klisura Passet. Angrebet varede fra 9. – 20. marts, men det lykkedes ikke for italienerne at slå grækerne tilbage og de opnåede kun mindre gevinster såsom Himare, området ved Mali Harza og Trebescinibjerget ved Berat. Herefter og indtil det tyske angreb den 6. april fortsatte dødvandet, med kun begrænsede operationer på begge sider.
I forventning om et tysk angreb tilrådede briterne og nogle grækere til en tilbagetrækning af Epiros-hæren, så der var stærkt påkrævede tropper og udstyr til at slå tyskerne tilbage. Men nationale følelser umuliggjorde en opgivelse af så hårdt vundne stillinger, på trods af militær logik, og en tilbagetrækning overfor de slagne italienere blev anset for at være vanærende. Derfor blev hovedparten af den græske hær stående dybt inde i Albanien mens det tyske angreb nærmede sig. General Wilson hånede denne tøven som "den fetichistiske doktrin om at ikke en meter land skulle afgives til italienerne" og kun seks af 21 græske divisioner stod til rådighed til at modstå det tyske angreb.

Den 6. april genoptog italienerne deres offensiv i Albanien i sammenhæng med den tyske Operation Marita. De indledende angreb gjorde ikke større fremskridt, men den 12. april beordrede den græske overkommando, som var bekymret over de tyske styrkers hurtige fremtrængen, en tilbagetrækning fra Albanien. Den italienske 9. armé erobrede Korçë den 14. april efterfulgt af Ersekë tre dage senere. Den 19. april besatte italienerne de græske bredder af Prespasøen og den 22. april nåede det 4. Bersaglieri Regiment broen i grænselandsbyen Perati og krydsede ind på græsk område den følgende dag.
I mellemtiden blev den græske Epirosarmé afskåret den 18. april da elementer af den motoriserede Leibstandarte SS Adolf Hitler brigade erobrede Metsovon Passet efter at have overvundet den stedlige græske modstand. Den næste dag faldt Ioannina til tyskerne, hvilket fuldendte isoleringen af den græske armé. Da han var klar over hvor håbløs hans situation var, afløste generalløjtnant Tsolakoglou, i enighed med en række andre generaler men uden tilladelse fra Papagos, hærchefen generalløjtnant Pitsikas og tilbød hærens overgivelse til Sepp Dietrich den 20. april, først og fremmest for at undgå den følte forsmædelse ved at skulle overgive sig til italienerne. Overgivelsesbetingelserne blev vurderet som ærefulde, da den græske hær ikke blev taget som fanger, og officererne fik lov at beholde deres våben. Mussolini blev imidlertid rasende over denne ensidige overgivelse, og efter mange protester overfor Hitler blev overgivelsesceremonien gentaget den 23. april så der også kunne være italienske repræsentanter til stede.
Den 24. april mødtes de italienske tropper med de tyske styrker, som angreb Attica området ved Athen, mens de slagne britiske styrker begyndte deres evakuering og Bulgarien invaderede det nordlige græske område omkring Xanthi. Den 3. maj efter den endelige erobring af Kreta, blev der gennemført en stor tysk-italiensk militærparade i Athen som fejrede Aksemagternes sejr. Det var efter sejren i Grækenland (og Jugoslavien) at Mussolini begyndte at omtale Middelhavet som "mare nostrum" (latin for "vores hav") i sin propaganda.

## Flåde operationer
Ved krigsudbruddet bestod den græske flåde af den gamle krydser Averof, 10 destroyere (4 gamle af Theria klassen, 4 forholdsvis moderne af Dardo klassen og 2 nye af Greyhound klassen), adskillige torpedobåde og 6 gamle undervandsbåde. Stillet over for italienernes store Regia Marina, var dens rolle primært begrænset til patruljering og konvojtjeneste i det Ægæiske hav. Dette var af afgørende betydning for såvel hærens mobilisering som for den generelle forsyning af landet. Konvojruterne var truet af italienske fly og undervandsbåde, som opererede fra de Dodekanesiske øer.
Alligevel gennemførte græske skibe begrænsede offensive operationer mod italiensk skibsfart i Otrantostrædet. Destroyerne gennemførte tre modige men forgæves natlige angreb (14.-15. november 1940, 15.-16. december 1940 og 4.-5. januar 1941). De største succes stod ubådene for. Det lykkedes dem at sænke nogle italienske transportskibe. På italiensk side fortsatte italienske krydsere og destroyere med at operere trods de alvorlige tab af slagskibe i angrebet på Taranto fra den britiske flåde. De italienske enheder beskyttede konvojer mellem Italien og Albanien. Den 28. november 1940 bombarderede en italiensk eskadre Korfu og den 18. december og 4. marts beskød italienske eskadrer græske kyststillinger i Albanien.
Fra januar 1941 bestod den græske flådes hovedopgave i at eskortere konvojer til og fra Alexandria, i samarbejdet med den britiske flåde. Da overførslen af det britiske ekspeditionskorps begyndte i starten af marts besluttede den italienske flåde at sejle imod det. Da den britiske flåde var velinformeret herom gennem opsnappede Enigma-kodede meddelelser opfangede og besejrede den britiske flåde den italienske flåde afgørende i slaget ved Kap Matapan den 28. marts 1941
Med starten af den tyske offensiv den 6. april ændrede situationen sig hurtigt. Tysk kontrol i luften førte til store tab for den græske og den britiske flåde, og tyske styrkers besættelse af fastlandet og senere Kreta var tegn til en afslutning af allierede overfladeoperationer i græsk farvand indtil felttoget i Dodekaneserne i 1943.

## Efterspil
Med Kretas fald i maj 1941 var hele Grækenland under kontrol af Aksemagterne. I de næste tre år blev landet udsat for en barsk besættelse af tyske, italienske og bulgarske styrker. I det besatte land blev der etableret en effektiv modstandsbevægelse, som sørgede for befrielse af en stor del af bjergområderne på fastlandet i 1944. Samtidig deltog græske tropper og skibe sammen med briterne i Felttoget i Nordafrika og efterfølgende i Felttoget i Italien. Med den tyske tilbagetrækning fra Balkanhalvøen i oktober-november blev Grækenland, bortset fra nogle isolerede øer med tyske garnisoner, befriet. Snart efter blev landet imidlertid opslugt i en ny konflikt, den Græske borgerkrig.

## Betydning for 2. Verdenskrig
Trods det at Aksemagterne endte med at sejre i det græske felttog havde den græske modstand mod den italienske invasion ifølge flere historikere stor betydning for forløbet af 2. verdenskrig.
Det er blevet hævdet, at behovet for tysk indgriben på Balkan forsinkede Operation Barbarossa og forårsagede tab, især af fly og faldskærmsjægere, under den luftbårne invasion af Kreta, der havde betydning for resultatet. I en samtale med Leni Riefenstahl sagde Hitler bittert, at "hvis italienerne ikke havde angrebet Grækenland og fået brug for vores hjælp, ville krigen have forløbet anderledes. Vi kunne være kommet den russiske kulde i forkøbet med flere uger og erobret Leningrad og Moskva. Der ville ikke have været et slag om Stalingrad". Hertil kom, at behovet for at besætte landet, holde partisanaktiviteten nede og forsvare det mod allierede aktioner bandt adskillige tyske og italienske divisioner i Grækenland under hele krigen. Nogle populære historikere, såsom Antony Beevor hævder, at det ikke var den græske modstand, som forsinkede Aksemagternes invasion af Sovjetunionen, men derimod den langsommelige etablering af flyvepladser i Østeuropa.
På samme tid forårsagede den græske modstand i den sidste ende en allieret indgriben. Beslutningen om at sende britiske styrker til Grækenland i 1941 var hovedsageligt politisk motiveret, og set i bakspejlet vurderede den britiske generalstabschef Alan Brooke at det var "en klar strategisk fejltagelse", da den flyttede tropper fra Mellemøsten til Grækenland på et kritisk tidspunkt. Disse tropper var utilstrækkelige til at stoppe den tyske invasion, men kunne have spillet en afgørende rolle i Felttoget i Nordafrika og have bragt det til en vellykket afslutning langt tidligere.
Det moralske eksempel, som blev givet på et tidspunkt hvor kun det britiske imperium kæmpede mod Aksemagterne, med et lille land, som modstod det fascistiske Italien, blev afspejlet i den overvældende ros, som den græske kamp fik på daværende tidspunkt. Mest tydeligt er citatet fra Winston Churchill:
Herefter vil vi ikke sige, at grækerne kæmper som helte, men at heltene kæmper som grækere.
Den franske general Charles de Gaulle var blandt dem som roste vedholdenheden i den græske modstand. I en officiel note, som blev offentliggjort så det faldt sammen med den græske fejring af uafhængighedsdagen den 25. marts udtrykte de Gaulle sin beundring for den heroiske græske modstand:
I det fangne men stadig levende franske folks navn ønsker Frankrig at sende sine hilsener til det græske folk, som kæmper for sin frihed. Den 25. marts 1941 er Grækenland på toppen af sin heroiske kamp og er på toppen af sin ære. Siden slaget ved Salamis har Grækenland ikke opnået den storhed og ære, som det har i dag.
Grækenlands tilslutning til de allierede bidrog også til dens annektering af de italiensk besatte, men græsk befolkede Dodekanesiske øer i 1947 efter afslutningen af 2. verdenskrig.

## Højtideligholdelse af den græsk-italienske krig
Krigen i 1940, som populært kaldes Épos toú Saránda (græsk: Έπος του Σαράντα, dvs. eposset i fyrre) i Grækenland og den græske modstand mod Aksemagterne feltligholdes hvert år i Grækenland den 28. oktober, den dag Ioannis Metaxas afviste det italienske ultimatum. Det er en national festdag i Grækenland som kaldes "nej'ets dag". En militærparade finder sted i Thessaloniki (og falder dermed sammen med byens årsdag for befrielsen under Den Første Balkankrig og festen for byens skytspatron, St. Demetrius). Der er studenterparader i Athen og andre byer. I flere dage har mange offentlige og private bygninger flaget hejst. I dagene op til jubilæet udsender radio og tv ofte programmer om 1940 eller sender græske patriotiske sange, især de med Sophia Vembo, en sangerinde hvis sange fik umådelig stor popularitet under krigen. Den fungerer også som en mindedag for de "mørke år" under Aksemagternes besættelse af Grækenland (1941-1944).

## Militære erfaringer fra krigen
General Sebastiano Visconti Prasca anfører i sine erindringer at det fejlslagne felttog fortrinsvis skyldes dårlig organisation, personlige dagsordener, korruption og manglende samarbejde mellem de øverste italienske generaler. Prasca sammenlignede den hårdnakkede græske modstand i Epiros med tyrkernes i slaget ved Gallipoli under 1. verdenskrig. Samtidig er Prasca en af de som anses for hovedansvarlig for undervurderingen af den græske hærs styrke, for at have lavet utilstrækkelige planer og føre den italienske hær ud i sin fejltagelse i Epiros bjergene. De italienske styrker stod i høj grad overfor taktiske problemer, da de var forholdsvis svage på infanteriområdet med kun to regimenter pr. division. Men italienerne var overlegne i artilleri og morterer og havde absolut herredømme i luften, om end det ikke lykkedes dem at udnytte det ordentligt. Dårlig motivation, i modsætning til grækerne, og det vanskelige terræn i Epiros, som var en fordel for det græske forsvar, spillede også en rolle for resultatet.
Imidlertid begik italienerne primært fejl på det strategiske niveau – dvs. Mussolini og overkommandoen. Knapt en måned inden invasionen, den 1. oktober 1940, beordrede Mussolini demobilisering af halvdelen af den italienske hær, et tiltag som blev accepteret af generalstaben, selv om general Mario Roatta advarede om at en stor del af hæren ville blive ubrugbar i mange måneder. Hertil kom, at den vedvarende undervurdering af det græske beredskab dømte felttoget til at mislykkes allerede fra starten. Som den italienske historiker Renzo De Felice skrev: "Den militære overlegenhed (numerisk og teknologisk) var altid, i de første måneder af krigen på grækernes side. Italienerne havde kun otte divisioner i Albanien (og to af disse stod overfor den jugoslaviske hær) i oktober 1940 mens grækerne i starten havde 14 divisioner, som var veltrænede i at kæmpe i deres bjergrige terræn. Den græske hær brugte alle til rådighed stående ressourcer på at gennemføre deres sejrrige forsvar og modangreb. Som følge heraf blev det tyske angreb i Operation Marita kun mødt med begrænset modstand fra de udmattede grækere i april 1941" En anden bemærkelsesværdig fejl ved den italienske offensiv bestod i, at der ikke blev gjort angreb på de Ioniske øer eller Kreta, som var oplagte og forholdsvis udækkede mål, og kunne have givet Italien stærke fremskudte flåde og flybaser.

## Eksterne kilder
- Billeder fra den indledende italienske offensiv i Epiros
- Commando Supremo: Invasionen af Grækenland 28. oktober, Italiens slagorden
- Commando Supremo: Den italienske hær Arkiveret 4. marts 2010 hos  Wayback Machine
- Grækenland: Oktober 1940 Arkiveret 27. marts 2013 hos  Wayback Machine (italiensk)
- Greece of OXI (græsk: Η Ελλάς του ΟΧΙ)
- Forsvaret af Grækenland 1940-41 hjemmeside Arkiveret 27. februar 2009 hos  Wayback Machine
- græsk-italienske krig Arkiveret 25. marts 2008 hos  Wayback Machine (serbisk)